# Viscum coloratum
Viscum coloratum là một loài thực vật có hoa trong họ Santalaceae. Loài này được (Kom.) Nakai miêu tả khoa học đầu tiên năm 1919.